# American Hockey League 1972-1973
La stagione 1972-1973 è stata la 37ª edizione della American Hockey League, la più importante lega minore nordamericana di hockey su ghiaccio. Il calendario della stagione regolare fu composto da 76 partite. La stagione vide al via dodici formazioni e al termine dei playoff i Cincinnati Swords conquistarono la loro prima Calder Cup sconfiggendo i Nova Scotia Voyageurs 4-1.

## Modifiche
- Nella East Division nacquero i New Haven Nighthawks, nuova franchigia di New Haven, nel Connecticut.
- Il 19 gennaio 1973 i Cleveland Barons si trasferirono a Jacksonville, in Florida, diventando i Jacksonville Barons.
- I Tidewater Wings cambiarono il proprio nome in Virginia Wings.

## Stagione regolare

### Classifiche
East Division
|  | Pos. | Squadra               | Pt  | G  | V  | S  | N  | GF  | GS  | DR   |
|  | ---- | --------------------- | --- | -- | -- | -- | -- | --- | --- | ---- |
|  | 1.   | Nova Scotia Voyageurs | 101 | 76 | 43 | 18 | 15 | 316 | 191 | +125 |
|  | 2.   | Boston Braves         | 81  | 76 | 34 | 29 | 13 | 248 | 256 | -8   |
|  | 3.   | Rochester Americans   | 78  | 76 | 33 | 31 | 12 | 239 | 276 | -37  |
|  | 4.   | Providence Reds       | 78  | 76 | 32 | 30 | 14 | 253 | 255 | -2   |
|  | 5.   | Springfield Kings     | 52  | 76 | 18 | 42 | 16 | 265 | 344 | -79  |
|  | 6.   | New Haven Nighthawks  | 52  | 76 | 16 | 40 | 20 | 246 | 331 | -85  |

West Division
|  | Pos. | Squadra             | Pt  | G  | V  | S  | N  | GF  | GS  | DR   |
|  | ---- | ------------------- | --- | -- | -- | -- | -- | --- | --- | ---- |
|  | 1.   | Cincinnati Swords   | 113 | 76 | 54 | 17 | 5  | 351 | 206 | +145 |
|  | 2.   | Hershey Bears       | 95  | 76 | 42 | 23 | 11 | 326 | 231 | +95  |
|  | 3.   | Virginia Wings      | 92  | 76 | 38 | 22 | 16 | 258 | 221 | +37  |
|  | 4.   | Richmond Robins     | 70  | 76 | 30 | 36 | 10 | 272 | 280 | -8   |
|  | 5.   | Jacksonville Barons | 55  | 76 | 23 | 44 | 9  | 251 | 329 | -78  |
|  | 6.   | Baltimore Clippers  | 45  | 76 | 17 | 48 | 11 | 210 | 315 | -105 |

Legenda:

      Ammesse ai Playoff
Note:

Due punti a vittoria, un punto a pareggio, zero a sconfitta.

### Statistiche
Classifica marcatori
| Giocatore         | Squadra               | PG | Gol | Assist | Punti |
| ----------------- | --------------------- | -- | --- | ------ | ----- |
| Yvon Lambert      | Nova Scotia Voyageurs | 76 | 52  | 52     | 104   |
| Tony Featherstone | Nova Scotia Voyageurs | 74 | 49  | 54     | 103   |
| Morris Stefaniw   | Nova Scotia Voyageurs | 64 | 30  | 71     | 101   |
| Bill Inglis       | Cincinnati Swords     | 75 | 40  | 57     | 97    |
| Jeannot Gilbert   | Hershey Bears         | 74 | 31  | 58     | 89    |
| René Drolet       | Richmond Robins       | 76 | 34  | 53     | 87    |
| Orest Kindrachuk  | Richmond Robins       | 72 | 35  | 51     | 86    |
| Rick Dudley       | Cincinnati Swords     | 64 | 40  | 44     | 84    |
| Danny Schock      | Richmond Robins       | 74 | 48  | 36     | 84    |
| Phil Hoene        | Springfield Kings     | 70 | 36  | 44     | 80    |
|                   |                       |    |     |        |       |

Classifica portieri
| Giocatore       | Squadra               | PG | MGS  |  |
| --------------- | --------------------- | -- | ---- |  |
| Michel Larocque | Nova Scotia Voyageurs | 47 | 2.50 |  |
| Doug Grant      | Virginia Wings        | 51 | 2.54 |  |
| Michel DeGuise  | Nova Scotia Voyageurs | 28 | 2.63 |  |
| Rocky Farr      | Cincinnati Swords     | 48 | 2.64 |  |
| Gary Bromley    | Cincinnati Swords     | 31 | 2.66 |  |
| Paul Hoganson   | Hershey Bears         | 41 | 2.93 |  |
| Wayne Wood      | Providence Reds       | 58 | 3.02 |  |
| Dave Reece      | Boston Braves         | 41 | 3.07 |  |
| Denis Herron    | Hershey Bears         | 21 | 3.19 |  |
| John Garrett    | Richmond Robins       | 37 | 3.26 |  |
|                 |                       |    |      |  |

## Playoff
|  | Primo turno | Primo turno           | Primo turno    |                   |               | Semifinali            | Semifinali | Semifinali |  |  | Calder Cup | Calder Cup            | Calder Cup |
|  |             |                       |                |                   |               |                       |            |            |  |  |            |                       |            |
|  | E1          | Nova Scotia Voyageurs | 4              |                   |               |                       |            |            |  |  |            |                       |            |
|  | E4          | Providence Reds       | 0              |                   |               |                       |            |            |  |  |            |                       |            |
|  | E4          | Providence Reds       | 0              |                   | E1            | Nova Scotia Voyageurs | 4          |            |  |  |            |                       |            |
|  |             |                       |                |                   | E1            | Nova Scotia Voyageurs | 4          |            |  |  |            |                       |            |
|  |             | E2                    | Boston Braves  | 0                 |               |                       |            |            |  |  |            |                       |            |
|  | E2          | E2                    | Boston Braves  | 0                 | Boston Braves | 4                     |            |            |  |  |            |                       |            |
|  | E2          |                       |                |                   | Boston Braves | 4                     |            |            |  |  |            |                       |            |
|  | E3          | Rochester Americans   | 2              |                   |               |                       |            |            |  |  |            |                       |            |
|  |             |                       |                |                   |               |                       |            |            |  |  | E1         | Nova Scotia Voyageurs | 1          |
|  |             |                       | W1             | Cincinnati Swords | 4             |                       |            |            |  |  |            |                       |            |
|  | W1          | Cincinnati Swords     | 4              |                   |               |                       |            |            |  |  |            |                       |            |
|  | W4          | Richmond Robins       | 0              |                   |               |                       |            |            |  |  |            |                       |            |
|  | W4          | Richmond Robins       | 0              |                   | W1            | Cincinnati Swords     | 4          |            |  |  |            |                       |            |
|  |             |                       |                |                   | W1            | Cincinnati Swords     | 4          |            |  |  |            |                       |            |
|  |             | W3                    | Virginia Wings | 2                 |               |                       |            |            |  |  |            |                       |            |
|  | W2          | W3                    | Virginia Wings | 2                 | Hershey Bears | 3                     |            |            |  |  |            |                       |            |
|  | W2          |                       |                |                   | Hershey Bears | 3                     |            |            |  |  |            |                       |            |
|  | W3          | Virginia Wings        | 4              |                   |               |                       |            |            |  |  |            |                       |            |

## Premi AHL
- Calder Cup: Cincinnati Swords
- F. G. "Teddy" Oke Trophy: Nova Scotia Voyageurs
- John D. Chick Trophy: Cincinnati Swords
- Dudley "Red" Garrett Memorial Award: Ron Anderson (Boston Braves)
- Eddie Shore Award: Ray McKay (Cincinnati Swords)
- Harry "Hap" Holmes Memorial Award: Michel Larocque e Michel DeGuise (Nova Scotia Voyageurs)
- John B. Sollenberger Trophy: Yvon Lambert (Nova Scotia Voyageurs)
- Les Cunningham Award: Bill Inglis (Cincinnati Swords)
- Louis A. R. Pieri Memorial Award: Floyd Smith (Cincinnati Swords)

### Vincitori
| Cincinnati Swords | Portieri: Gary Bromley, Rocky Farr Difensori: Don Brennan, Bill Hayt, Ray McKay, Hap Myers, Frank Richardson, Bob Richer Attaccanti: Ron Busniuk, Rick Dudley, John Gould, Bill Inglis, Murray Kuntz, Jim Nichols, Jake Rathwell, Steve Richardson, Joe Robertson, Doug Rombough, Jack Surbey, Randy Wyrozub Allenatore: Floyd Smith |

### AHL All-Star Team
First All-Star Team
- Attaccanti: Yvon Lambert • Bill Inglis • Tony Featherstone
- Difensori: Bob Murray • Ray McKay
- Portiere: Doug Grant

Second All-Star Team
- Attaccanti: John Gould • Morris Stefaniw • Ron Anderson
- Difensori: Ralph Keller • Rick Pagnutti
- Portiere: Michel Larocque